# Fase di Zintl

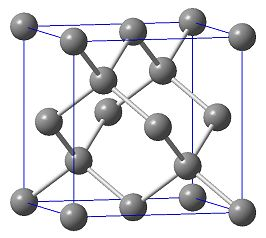
Disposizione degli ioni Tl^{-} all'interno della struttura del composto NaTl

Le fasi di Zintl, da Eduard Zintl che le caratterizzò per primo negli anni 1930, sono costituite da composti intermetallici formati da metalli fortemente elettropositivi, quali i metalli alcalini e alcalino-terrosi e da un metallo meno elettropositivo tipicamente rappresentato da un elemento della prima parte dei blocchi d o p (e da qualche metalloide). Sono formati per trasferimento di elettroni dall'elemento più elettropositivo a quello meno elettropositivo e viene spesso rispettata la classica regola della valenza. Esempi di fasi di Zintl sono i composti NaTl, Mg2Sn, CaZn2 e LiZn.
La giustificazione dell'esistenza naturale dei composti intermetallici deriva da calcoli di chimica quantistica, che hanno dimostrato che a tali strutture competono minimi di energia potenziale e quindi dei massimi di probabilità rispetto ad altre distribuzioni atomiche teoricamente prevedibili.